# Situacionistická internacionála
Situacionistická internacionála byla umělecko-politický spolek založený v Itálii a trvající v letech 1957 až 1972. Její členové se soustředili na kritiku konzumerismu a pozdního kapitalismu, nazíraného z marxistické perspektivy. Upozornila na sebe svou aktivní účastí na francouzských nepokojích v roce 1968. Její nejvýraznější osobností se stal Guy Debord, francouzský filmař a politický teoretik.